# نعمان بن عمرو
نعمان بن عمرو صحابی انصار از بنی غنم بن مالک بن النجار از خزرج، در روایت ابن اسحاق ، شاهد آخرین بیعت عقبه با هفتاد نفر از انصار بود و نزد پیامبر شهادت داد. نعمان بن عمرو در زمان خلافت معاویه بن ابی سفیان درگذشت.